# ایرک (شهرستان بلبیفسکی، باشقیرستان)
ایرک (به لاتین: Irek) یک منطقهٔ مسکونی در روسیه است که در باشقیرستان واقع شده‌است.